# Vrbice (ort i Tjeckien, Ústí nad Labem)
Vrbice är en ort i Tjeckien.   Den ligger i regionen Ústí nad Labem, i den nordvästra delen av landet, 40 km norr om huvudstaden Prag. Vrbice ligger 166 meter över havet och antalet invånare är 444.
Terrängen runt Vrbice är platt. Runt Vrbice är det ganska tätbefolkat, med 104 invånare per kvadratkilometer. Närmaste större samhälle är Litoměřice, 12,3 km nordväst om Vrbice. Trakten runt Vrbice består till största delen av jordbruksmark.